# Fête du Bleu du Vercors-Sassenage
La fête du bleu du Vercors-Sassenage est une fête annuelle prenant place dans le plateau du Vercors, mettant à l’honneur son fromage emblématique ainsi que l’agriculture du plateau et sa richesse.
Entre Drome et Isère, elle prend place chaque année dans un village différent du massif, la fête tendant à faire découvrir son patrimoine et sa diversité.

## Histoire

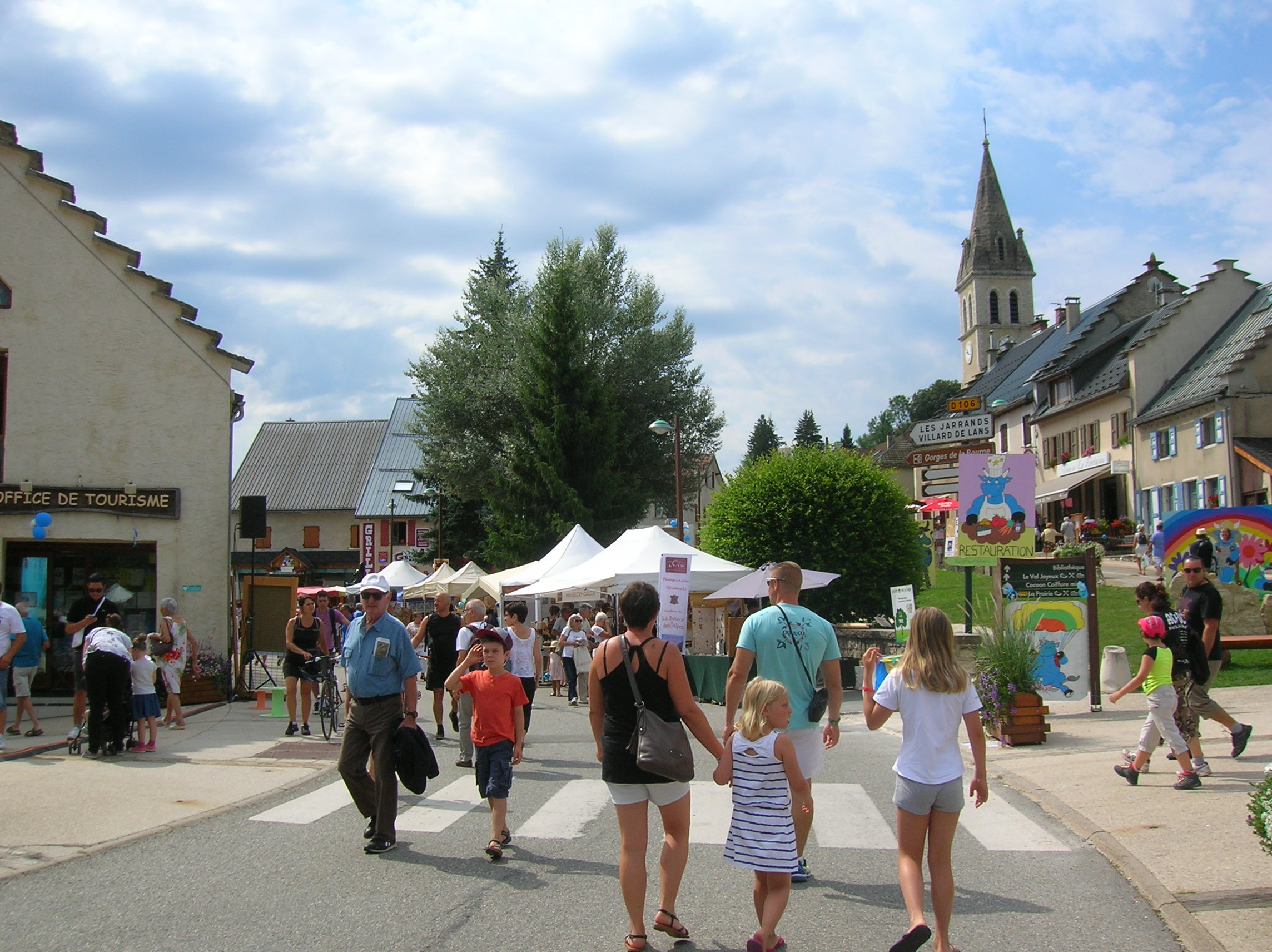
La fête du bleu du Vercors-Sassenage à Méaudre, 30 juillet 2016

### Création
C’est en 2001 qu’a lieu la première édition de cette fête, dans la commune de Villard de Lans. De par l’initiative des producteurs de lait de l’Appellation d'Origine Protégée bleu du Vercors-Sassenage et du SIVER (syndicat interprofessionnel du bleu du Vercors-Sassenage), soutenu financièrement par le parc naturel régional du Vercors, ainsi que la participation de la confrérie du bleu du Vercors-Sassenage, cette fête a permis, au fil des ans, de faire valoir les productions agricoles et para-agricoles du plateau du Vercors et de son territoire.

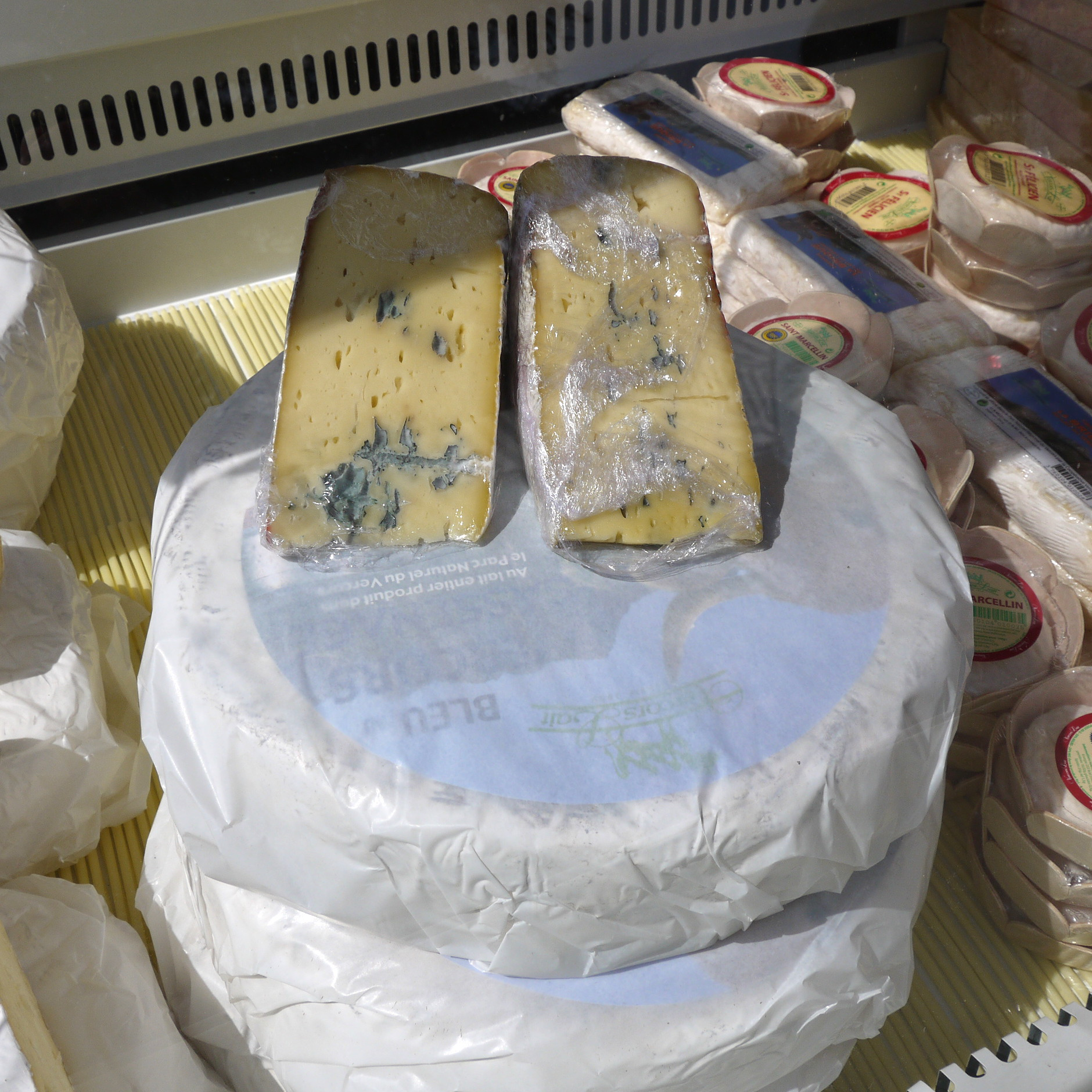
Bleu du Vercors-Sassenage

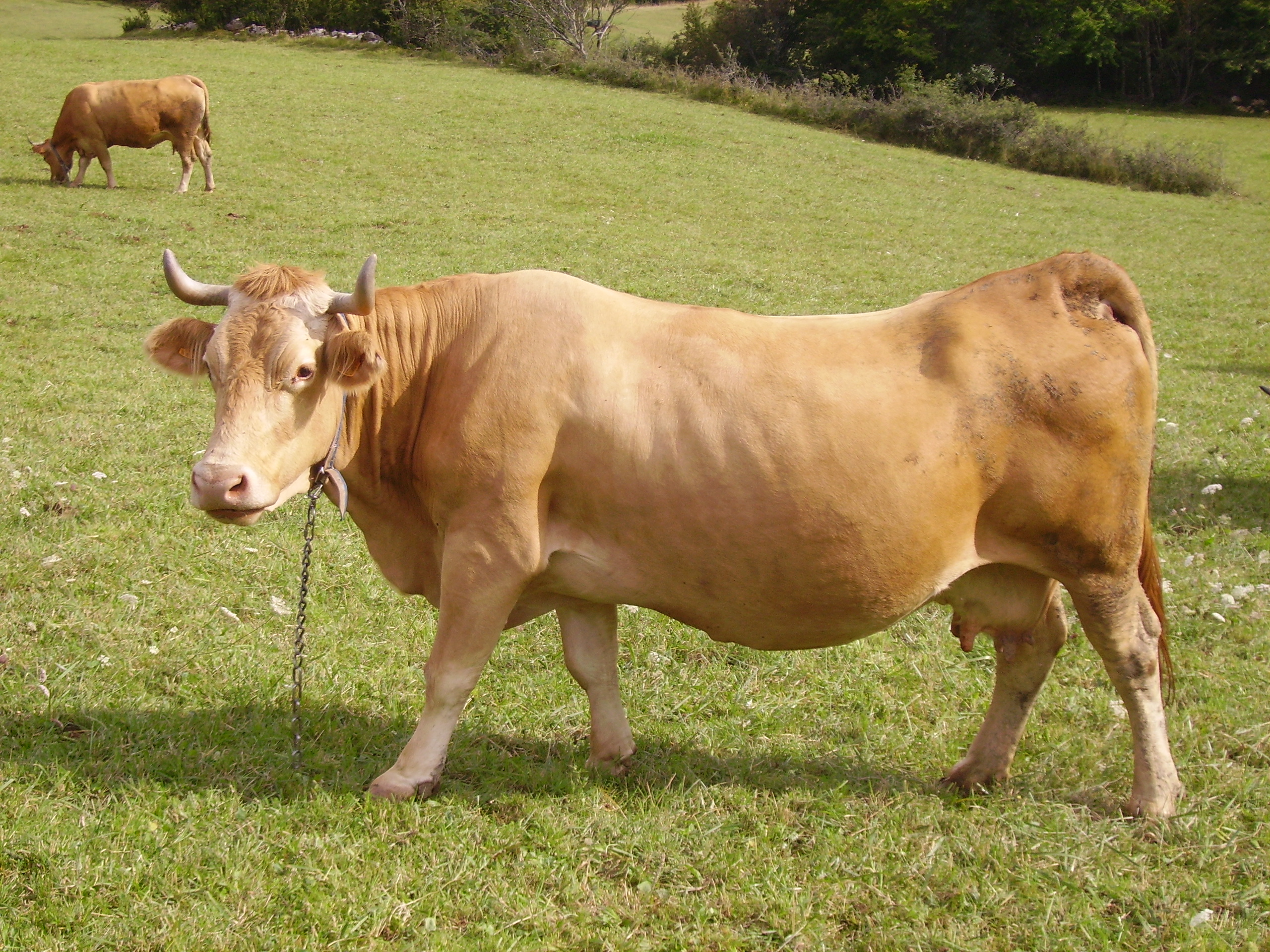
Vache Villarde

C'est donc dans le but de promouvoir leur activité que les producteurs laitiers de l'AOP Bleu du Vercors-Sassenage ont entrepris la création d'un rassemblement festif, représentant une vitrine de l’agriculture singulière de la région. Au fil des années, le nombre de participants et de visiteurs a augmenté significativement, pour atteindre les plus de 20 000 visiteurs lors des dernières festivités, faisant de cette fête un élément incontournable du territoire.

## Spécificités

### Déroulement des festivités
La fête du bleu du Vercors-Sassenage se déroule chaque année depuis sa création en 2001 pendant le mois de juillet ou le mois d'août. Les festivités durent deux jours, exception faite pour l'édition 2019, s'étalant sur quatre jours, et trois villages différents de la Drome et de l'Isère (Saint-Martin-en-Vercors, Saint-Julien-en-Vercors, Rencurel),. L'année 2020 représente une exception, la fête se voyant annulée par la situation sanitaire à la suite de l'épidémie de Covid-19.
Lors des fêtes du bleu du Vercors sur le canton de Villard-de-Lans (Regroupant les communes de Corrençon-en-Vercors, Villard-de-Lans, Saint-Nizier-du-Moucherotte, Autrans-Méaudre en Vercors, Engins, Lans-en-Vercors), le comice agricole, autre fête agricole du plateau, est jumelé pour permettre une plus grande présence d'animaux sur le rassemblement ainsi qu'un moyen de faciliter les transports d'animaux pour les agriculteurs.

### Le rassemblement
Réunissant toujours plus de stands au fil des ans, les prestations proposées se diversifient et réunissent des savoir-faire de tous domaines. L'agriculture est évidemment au centre de l’évènement; on retrouve la plupart des agriculteurs du plateau et des alentours, menant d’emblématiques présentations des races locales comme la vache Villarde ou encore le cheval du Vercors, mais aussi les autres animaux élevés par les agriculteurs, comme les Abondances, les Montbeliardes, chevaux Comptois, ânes, porcs, poules et autres volailles,... Des démonstrations de tonte, de traite, de dressage sont proposées pour sensibiliser les visiteurs au travail avec les animaux.
Ces présentations sont l’occasion de montrer la diversité de l’agriculture de montagne et son adaptation a son milieu si particulier.
Aux côtés de l'agriculture, d'autres activités et domaines sont à l'honneur, et ce pour l'ensemble de la famille. La gastronomie locale est présentée : au côté du bleu et des autres fromages peuvent être trouvés les ravioles du Dauphiné, les noix de Grenoble, le miel et autres produits faisant le patrimoine gastronomique de la région, mis en avant par les producteurs locaux.

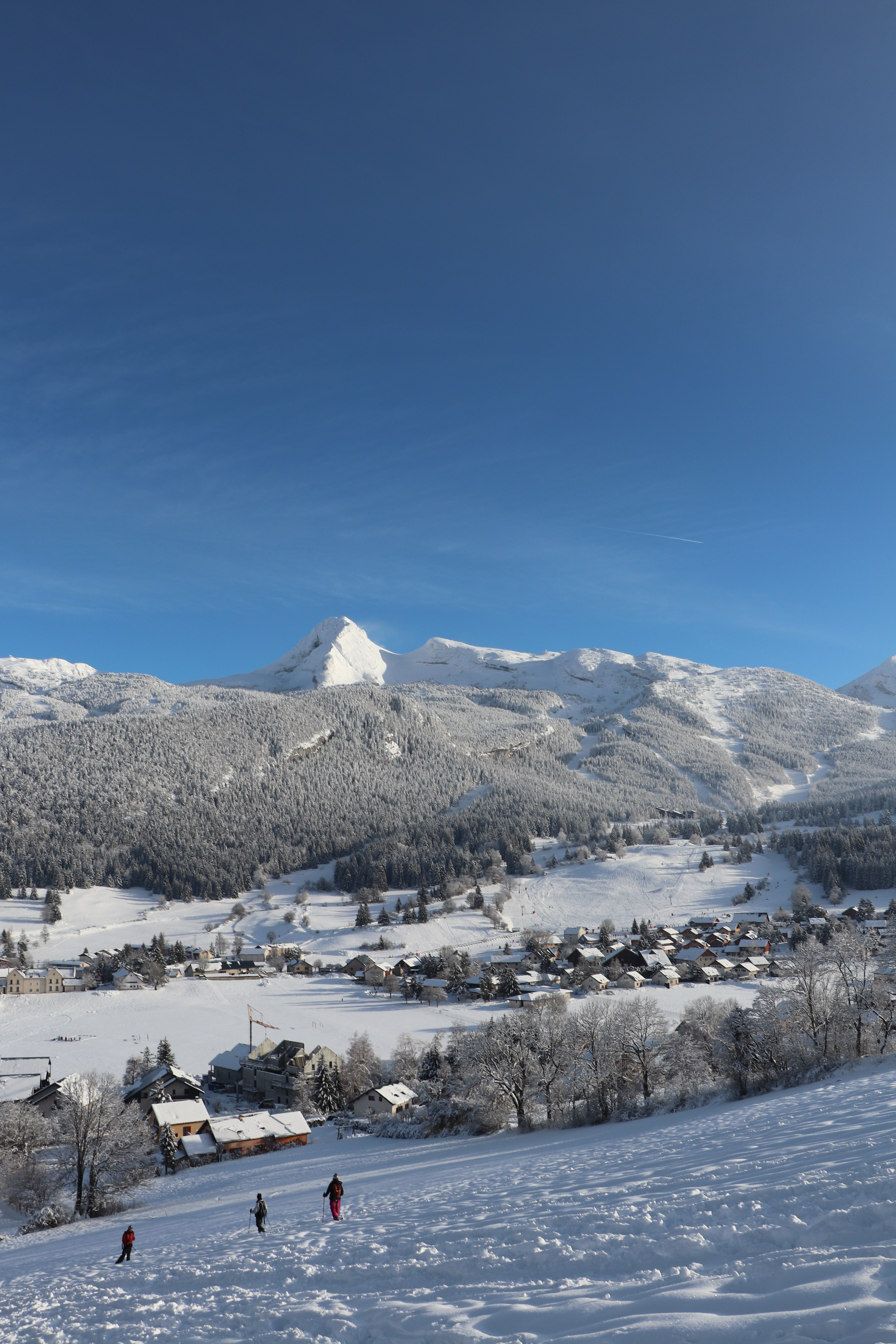
Village de Corrençon en Vercors

Les artisans de cuir, de bois, de laine proposent la vente de leurs produits artisanaux.
Des concerts de musique sont organisés, et la découverte d'instruments locaux comme le cor des Alpes sont appréciés.
Les activités de montagne sont aussi mises à l'honneur: l'escalade, le VTT, la randonnée pédestre...
Des activités pour les enfants sont proposées, comme des labyrinthes de bottes de pailles, des balades a poney...

## Lieux de rendez-vous des différentes éditions
Voici la liste des communes ayant accueilli la Fête du bleu au fil des ans,:
- édition 2001 à Villard-de-Lans
- édition 2002 à Saint-Martin-en-Vercors
- édition 2003 à Lans-en-Vercors
- édition 2004 à Saint-Julien-en-Vercors
- édition 2005 à Corrençon-en-Vercors
- édition 2006 à Léoncel
- édition 2007 à Autrans
- édition 2008 à La Chapelle-en-Vercors
- édition 2009 à Saint-Nizier-du-Moucherotte
- édition 2010 à Saint-Jean-en-Royans
- édition 2011 à Méaudre
- édition 2012 à La Chapelle-en-Vercors
- édition 2013 à Gresse-en-Vercors
- édition 2014 à Saint-Agnan-en-Vercors
- édition 2015 à Villard-de-Lans
- édition 2016 à Méaudre
- édition 2017 à Sainte-Eulalie-en-Royans
- édition 2018 à Lans-en-Vercors
- édition 2019 à Saint-Martin-en-Vercors, Saint-Julien-en-Vercors, Rencurel
- édition 2020 à Autrans-Méaudre en Vercors, annulée pour cause de pandémie de Covid-19[9].